# Santa María de Buil

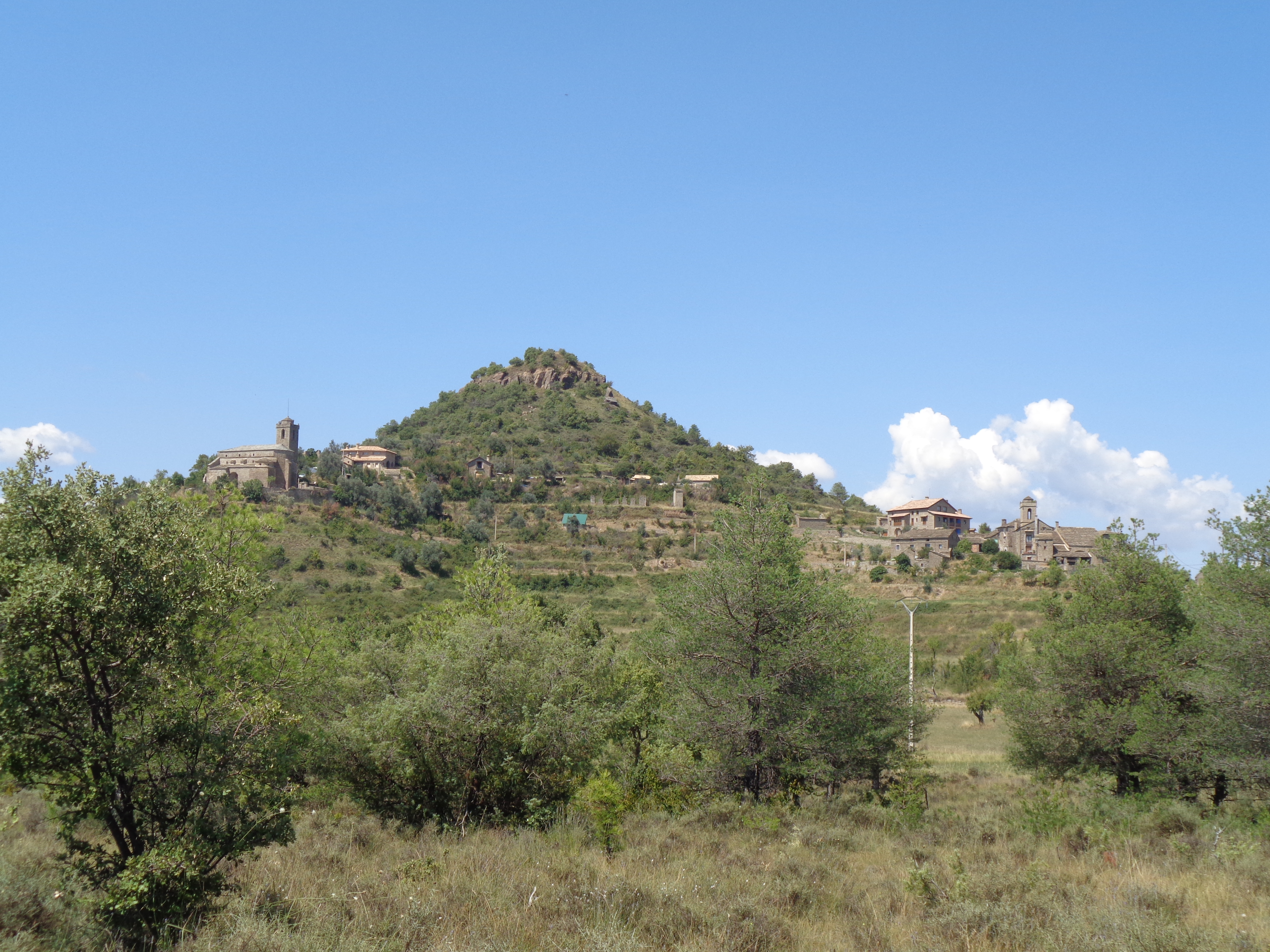
Santa María de Buil

Santa María de Buil (en aragonés Buil) es una localidad y antiguo municipio de España perteneciente al actual municipio de Aínsa-Sobrarbe, en el Sobrarbe, provincia de Huesca, Aragón. Su población es de 25 habitantes (INE 2022).

## Historia
La importancia histórica de este emplazamiento se remonta a los siglos  X y XI, donde parece ser que ostentó la capitalidad del entonces Condado de Sobrarbe hasta que se conquistó Aínsa  aunque algunas fuentes señalan que Aínsa no estuvo bajo poder musulmán. En 1006 Abd al-Malik tomó el castillo de Buil, que pasaría de nuevo a manos cristianas en el siglo XII bajo el mando de la familia García Aznar.
La importancia estratégica de Buil se debía a su ubicación justo en la línea que separaba los reinos cristianos de los musulmanes. Sancho III el Mayor ubicó en este lugar la cabecera del distrito militar de la defensa de esta frontera.
Desde 1115 hasta mayo del 1134 aparece como tenente de la población Tizón, quien fue un noble cercano al rey Alfonso I ya que le acompañó a gran parte de sus campañas incluida la fallida conquista de Fraga en la que falleció.

## Geografía humana

### Demografía
| Gráfica de evolución demográfica de Santa María de Buil entre 1842 y 1960 |
| |
| Población de derecho según los censos de población del INE Población de hecho según los censos de población del INEEntre el censo de 1970 y el anterior, este municipio desaparece porque se integra por partes en los municipios de 22005 (Aínsa) y 22026 (Alto Sobrarbe) |

Situada en el altiplano de Buil, a 911 m de altitud, Santa María de Buil está compuesta por dos barrios y su antiguo municipio lo formaban varias aldeas; éstas son: Sarratillo, La Ripa, La Lecina, Gabardilla, Urriales, Linés, La Capana, Bruello, Coronillas, Sarratiás, El Sarrato, Pelegrín, Cuadra y Puibayeta; los barrios son Santa María y San Martín.

### Localidad
Datos demográficos de la localidad de Santa María de Buil desde 1900:
| 142                   | 130 | 133 | 122 | 127 | 72 | 58 | 23 | 0 | 15 | 30 | 27 | 22 |
| (Fuente: IAEST e INE) |     |     |     |     |    |    |    |   |    |    |    |    |

- Datos referidos a la población de derecho.

### Antiguo municipio
Datos demográficos del municipio histórico de Santa María de Buil desde 1842 hasta su integración en el municipio de Alto Sobrarbe.
| 542           | 409 | 415 | 365 | 408 | 382 | 415 | 401 | 374 | 347 | 321 | 265 | 208 | -- |
| (Fuente: INE) |     |     |     |     |     |     |     |     |     |     |     |     |    |

- Entre el censo de 1970 y el anterior, este municipio desaparece porque se integra parte del mismo en el municipio de Aínsa y parte en el de Alto Sobrarbe.
- Datos referidos a la población de derecho, excepto en los censos de 1857 y 1860 que se refieren a la población de hecho.

## Arquitectura
Entre sus construcciones destaca la iglesia románica de San Martín, del siglo XI, declarada Monumento Nacional. Con su planta basilical y sus tres naves abovedadas a diferentes alturas que se cierra con un ábside triple, hacen de este recinto religioso uno de los más relevantes de la comarca. La torre pórtico y tribuna, de modelo lombardo, fechada hacia 1070, se ubica a los pies de la iglesia adosada a su muro occidental. La cabecera, decorada con toscas lesenas y arquería ciega, recuerda al románico gallego. Se muestra una diferencia entre la arquitectura del ábside triple de la cabecera y del resto de la construcción al haber sido los ábsides renovados a finales del siglo XI. En el siglo XVIII convirtieron su interior en una sola nave mediante la eliminación de columnas. Conserva el altar mayor original de grandes sillares con esquinas en moldura.
Los restos del importante castillo, que se alzaba en una colina de 947 m de altitud desde donde se domina visualmente toda la comarca, son hoy prácticamente inexistentes. Entre los basamentos y algunos retazos de muros se han hallado restos romanos anteriores.
La iglesia parroquial de Santa María de Buil, del siglo XVI (o XV), es de estilo gótico aragonés con una nave rectangular y un ábside poligonal. En el conjunto destaca la torre por su gran desarrollo. La fachada lateral del crucero es de fábrica románica.